# Sint-Jan Baptistkerk (Romershoven)

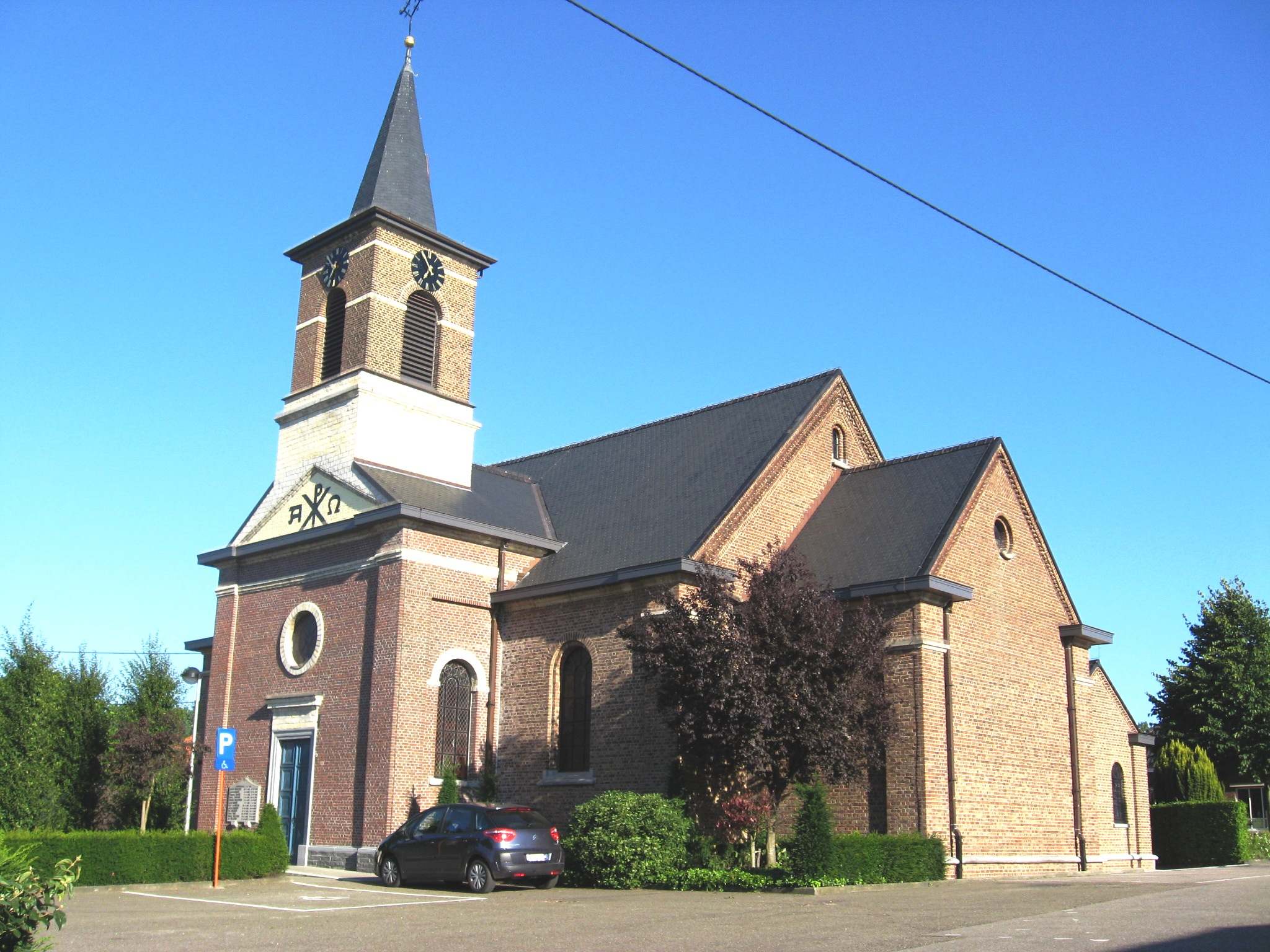
Sint-Jan Baptistkerk

De Sint-Jan Baptistkerk is de parochiekerk van Romershoven, een dorp in de Belgische provincie Limburg.
Vanouds bezat Romershoven een kapel, die onderhorig was aan de Sint-Stephanusparochie van Hoeselt, na omstreeks 1800 van die van Schalkhoven. Pas in 1834 werd Romershoven een zelfstandige parochie.
Er werd in 1845 een neoclassicistische kerk gebouwd waarin 200 gelovigen konden plaatsnemen. Deze kwam in plaats van de kapel, welke verder van het centrum, in de buurt van de motheuvel, was gelegen. Plannen om de kerk te vergroten werden verhinderd door de Eerste Wereldoorlog. In 1928 werd een beperkte vergroting van het gebouw doorgevoerd. In 1950 werd een nieuw schip gebouwd, waarbij het schip van de neoclassicistische kerk als transept ging fungeren. Ook de toren van de oude kerk werd in het nieuwe gebouw opgenomen. Architect was Joseph Deré. Vanzelfsprekend kreeg de nieuwe kerk een noord-zuid oriëntatie, in tegenstelling tot de oude kerk, waarvan het koor op het oosten was gericht. De neoclassicistische ingangspartij, voorzien van een fronton, bleef behouden.